# Annie Wersching
Annie Wersching (San Luis, Misuri; 28 de marzo de 1977-Los Ángeles, California; 29 de enero de 2023) fue una actriz estadounidense, conocida por su actuación en la telenovela General Hospital, por su papel como la agente del FBI, Renee Walker, en la serie de televisión 24, y su aparición como Rosalynd Dyer en la serie de televisión The Rookie.

## Biografía
Wersching nació y fue criada en San Luis, Misuri. Cursó la secundaria en el Crossroads College Preparatory. Durante su juventud practicó danza irlandesa. Wersching era licenciada en bellas artes y especializada en teatro musical por la Universidad Millikin en 1999.
Comenzó su carrera de actuación con una aparición como invitada en el programa Star Trek: Enterprise, y pasó a ser la protagonista en series como Charmed, Killer Instinct, Supernatural y Cold Case. El 15 de febrero de 2007 comenzó a filmar el papel recurrente de Amelia Joffe en la telenovela de ABC Daytime General Hospital, siendo su primera aparición en el aire el 8 de marzo de ese año. Además, trabajó en teatros como el Victory Gardens, Marriott Lincolnshire y el Utah Shakespearean Festival. Se mudó a Los Ángeles, California, en 2001. Wersching dejó General Hospital en noviembre de 2007. 
En 2009 y 2010 participó en las temporadas 7 y 8 de la exitosa serie 24 (serie de televisión), protagonizada por Kiefer Sutherland. 
Luego de esto tuvo papeles importantes en las series  'Bosch', 'The Vampire Diaries' y 'Timeless'.
También apareció en tres capítulos de Castle (2009-2016) como pareja del asesino en serie "3xa
". 
En 2013 puso su voz y captura de movimiento para dar vida al personaje Tess del videojuego The Last of Us.
En 2015 interpretó a Lilly Salvatore, una de las principales antagonistas de la serie televisiva The Vampire Diaries.
Desde 2017 y hasta 2019 interpretó el importante rol de Leslie Dean en la serie televisiva de Hulu Runaways, ubicada dentro del universo cinematográfico de Marvel. 

## Vida personal
Wersching se casó con el actor y comediante Stephen Full en su casa de Los Ángeles en septiembre de 2009. Tuvieron tres hijos varones.
El verano de 2020, Wersching fue diagnosticada con un cáncer no especificado que, mantuvo en privado y continuó trabajando. Falleció en la madrugada del domingo 29 de enero de 2023.

## Filmografía

### Películas
| Año  | Título            | Rol               |
| ---- | ----------------- | ----------------- |
| 2003 | Bruce Almighty    | Mujer en lafiesta |
| 2010 | Below the Beltway | Darcy             |

### Televisión
| Año        | Título                         | Rol                             | Notas                                                    |
| ---------- | ------------------------------ | ------------------------------- | -------------------------------------------------------- |
| 2002       | Star Trek: Enterprise          | Liana                           | Episodio: "Oasis"                                        |
| 2002       | Birds of Prey                  | Lynne Emerson                   | 1 episodio                                               |
| 2003       | Frasier                        | Esthetician                     | 1 episodio                                               |
| 2003       | Angel                          | Margaret                        | Episodio: "Shiny Happy People"                           |
| 2004       | Charmed                        | Demonatrix Dos                  | 1 episodio                                               |
| 2005       | Out of Practice                | Conner                          | 1 episodio                                               |
| 2005       | Killer Instinct                | Cecilia Johnson                 | 1 episodio                                               |
| 2005       | E-Ring                         | Teniente                        | 1 episodio                                               |
| 2006       | Cold Case                      | Libby Bradley (1979)            | 1 episodio                                               |
| 2006       | Boston Legal                   | Ellen Tanner                    | 1 episodio                                               |
| 2007       | Supernatural                   | Susan Thompson                  | Episodio: "Playthings"                                   |
| 2007       | General Hospital               | Amelia Joffe                    | Rol recurrente                                           |
| 2007       | Journeyman                     | Diana Bloom                     | 1 episodio                                               |
| 2009–2010  | 24                             | Renee Walker                    | Rol principal (temporadas 7–8)                           |
| 2010       | CSI: Crime Scene Investigation | Priscilla Prescott              | 1 episodio                                               |
| 2010       | NCIS                           | Gail Walsh                      | 1 episodio                                               |
| 2011       | No Ordinary Family             | Michelle Cotton                 | 1 episodio                                               |
| 2011       | Rizzoli & Isles                | Nicole Mateo                    | 1 episodio                                               |
| 2011       | Hawaii Five-0                  | Samantha Martell                | 1 episodio                                               |
| 2012       | Harry's Law                    | Patricia Stanhope               | 1 episodio                                               |
| 2013       | Body of Proof                  | Yvonne Kurtz                    | 2 episodios                                              |
| 2013       | Dallas                         | Alison Jones                    | 4 episodios                                              |
| 2013       | Touch                          | Kate Gordon                     | 1 episodio                                               |
| 2013       | Revolution                     | Emma                            | 2 episodios                                              |
| 2013; 2015 | Castle                         | Kelly Nieman                    | 3 episodios                                              |
| 2014       | Intelligence                   | Kate Anderson                   | 1 episodio                                               |
| 2014–2021  | Bosch                          | Julia Brasher                   | Rol principal (temporada 1); invitada (temporadas 2 & 7) |
| 2014       | Blue Bloods                    | Joyce Carpenter                 | 1 episodio                                               |
| 2014       | Extant                         | Femi Dodd                       | Recurrente (temporada 1)                                 |
| 2015–2016  | The Vampire Diaries            | Lily Salvatore                  | Recurrente (temporadas 6–7)                              |
| 2016       | Code Black                     | Katie Miller                    | 1 episodio                                               |
| 2016       | The Catch                      | Karen Singh                     | 1 episodio                                               |
| 2016       | Major Crimes                   | Liz Soto                        | 1 episodio                                               |
| 2017–2018  | Timeless                       | Emma Whitmore                   | Recurrente                                               |
| 2017       | Doubt                          | Bonnie Harris                   | 1 episodio                                               |
| 2017–2019  | Runaways                       | Leslie Dean                     | Rol principal                                            |
| 2018       | Hell's Kitchen                 | Ella misma (invitada a la cena) | 1 episodio                                               |
| 2019–2022  | The Rookie                     | Rosalind Dyer                   | Recurrente (temporadas 2–3, 5)                           |
| 2022       | Star Trek: Picard              | Reina Borg                      | Recurrente (temporada 2)                                 |

### Videojuegos
| Año  | Título         | Rol    | Notas                       |
| ---- | -------------- | ------ | --------------------------- |
| 2013 | The Last of Us | Tess   | Voz y captura de movimiento |
| 2019 | Anthem         | Tassyn | Voz y captura de movimiento |